# Borsószem hercegkisasszony (film, 2010)
A Borsószem hercegkisasszony (eredeti cím: Die Prinzessin auf der Erbse) 2010-ben bemutatott német televíziós film, amelyet Bodo Fürneisen rendezett. A forgatókönyvet Olaf Winkler és Nicolas Jacob írta, a zenéjét Rainer Oleak szerezte, a producerei Finn Freund, Alexander Gehrke, Sabine Preuschhof és Anke Sperl voltak, a főszerepeket Rike Kloster, Robert Gwisdek és Iris Berben játszották. 
Németországban 2010. december 25-én vetítették le a televízióban. Magyarországon az M2-n vetítették le.

## Szereplők
| Szereplő          | Színész          | Magyar hang     | Leírás |
| ----------------- | ---------------- | --------------- | ------ |
| hercegnő          | Rike Kloster     | Vágó Bernadett  |        |
| herceg            | Robert Gwisdek   | Előd Botond     |        |
| a király testvére | Iris Berben      | Náray Erika     |        |
| király            | Michael Gwisdek  | Versényi László |        |
| udvaronc          | David C. Bunners | Schnell Ádám    |        |
|                   | Renate Richter   |                 |        |
|                   | Ulrich Wiggers   |                 |        |
| kocsis            | Thomas Arnold    |                 |        |